# 濱崎奈奈
濱崎奈奈（9月6日—）是日本女性聲優，I'm Enterprise所屬，東京都出身。血型B型。

## 人物、經歷
經由日本播音演技研究所，於2011年進入I'm Enterprise。

## 演出作品
- 粗體字為主要角色

### 電視動畫
2012年
- 妖狐×僕SS（女學生1）
- 只要妳說妳愛我（女學生）
- 美少女死神 還我H之魂！（女學生）
- BTOOOM!（女學生）
- 輪迴的拉格朗日（丹波戀）

2013年
- 我的妹妹哪有這麼可愛。（腦內之聲）
- 黃金拼圖（女學生B）
- 穿透幻影的太陽（三島花苗）
- 佛朗明哥武士（女子B、現場記者）
- 科學超電磁砲S（所員）
- 新薔薇少女（打工店員）

2014年
- 狐仙的戀愛入門（北大路）
- 魔女的使命（迷路的孩子）
- M3〜其為黑鋼〜（女子）
- 如果折斷她的旗（女子、通行人B、女僕頭領、工作人員B）
- 健全機鬥士（女子）
- selector infected WIXOSS（女學生、少年）
- selector spread WIXOSS（女學生）
- 時空幻境 熱情傳奇（Mikleo〈幼少〉）
- 獻給某飛行員的戀歌（曼妞兒·阿巴斯）
- 流浪神差（學生A、巫女A）
- 魔法科高中的劣等生（學生、F.I.T研究員、廣播、七高選手、清水綾香）
- 結城友奈是勇者（看護師）
- 熱情傳奇〜導師的黎明〜（米庫利歐（幼少期））

2015年
- 俺物語！！（真奈）
- 四月是你的謊言（女學生）
- 無頭騎士異聞錄 DuRaRaRa!!×2 承（店員）
- 電波教師（女性店員）
- 你好！黃金拼圖（女學生D）
- 青春×機關槍（女子）
- 出包王女Darkness 2nd（女學生C）
- 監獄學園（女子G、女子B、女子A、女子F）
- 重裝武器（淑女）
- 女武神驅動 -美人魚-（魔女B）

2016年
- 學戰都市Asterisk 第2期（修女B）
- 在下坂本，有何貴幹？（女子學生）
- 烙印勇士（弗凱）
- 半田君傳說（池內洋子）
- 齊木楠雄的災難（女學生A）
- WWW.WORKING!!（漫畫的女孩子）

2017年
- 南鎌倉高校女子自行車社（神倉零）
- 新選組鎮魂歌 二分之一（京女）
- MARGINAL#4 由KISS開始創造的Big Bang（女性客A）
- 進擊的巨人 Season 2（少女）
- ID-0（通信2）
- LoveLive! Sunshine!! 第2期（女學生）
- 無論何時我們的戀情都是10厘米。（學生）

2018年
- citrus（學生B、女性）
- 搖曳莊的幽奈小姐（女性）
- 錢進球場 第2期（女性的聲音）
- 魔法禁書目錄III（史瑪維麗）

### OVA
2013年
- 鄰座的怪同學 鄰座的極道同學（小孩）※漫畫12卷附贈DVD特裝版

2015年
- 堀與宮村（女子2、女）
- 要聽爸爸的話（女學生）

2016年
- 監獄學園（佐藤）

### 外國片配音
- Sofia the First

### 遊戲
2012年
- 戀愛與選舉與巧克力 PORTABLE
- 偶像大師 閃耀祭典（外國人小孩B）
- 擂台☆夢想 女子摔角大賽（琴無千鶴、漂亮寶貝西田）

2013年
- 偶像大師 百萬人演唱會！（福田紀子[4]）
- 幻獸姬（畢庫鈴）
- 青春姬（鈴子）

2014年
- 御城Project CASTLE DEFENSE（一本松城）
- 白貓Project（初出茅廬偶像 莎麗娜）
- FANTASY×RUNNERS2（學生會長艾米）
- 維納斯迷宮（伊達政宗、孫權）
- 擂台☆夢想 女子摔角大賽（赤鬼雙葉）

2015年
- 熱情傳奇
- 勇者之劍：勇之魂（死者之書）

### Radio
- 超!A&G Music+TV（超!A&G+：2009年10月9日 - 2010年9月24日）
- （超!A&G+：2010年7月5日 - 2010年9月27日）
- （超!A&G+：2010年10月4日 - 2013年9月30日）

Radio Drama
- VOMIC 偽戀（女子）
- VOMIC SOUL CATCHER(S)

### Drama CD
- 尋因異聞錄．樁（悅）
- 櫻花莊的寵物女孩Drama CD 第3卷（女高生 其他）
- Code Geass 雙貌的OZ（奧德琳·茲馮）

### 音樂CD
| 發售日   | 名稱                                                  | 名義                                                                                 | 樂曲                               | 商業搭配                              |        |        |
| 2010年   | 2010年                                                | 2010年                                                                               | 2010年                             | 2010年                                | 2010年 | 2010年 |
| -------- | ----------------------------------------------------- | ------------------------------------------------------------------------------------ | ---------------------------------- | ------------------------------------- | ------ | ------ |
| 8月11日  | 「」                                                  | OToGi8                                                                               | 「」                               | 電視動畫『野狼大神與七位夥伴』片尾曲  |        |        |
| 2013年   |                                                       |                                                                                      |                                    |                                       |        |        |
| 4月24日  | THE IDOLM@STER LIVE THE@TER PERFORMANCE 01 Thank You! | 765 MILLIONSTARS                                                                     | 「Thank You!」                     | 遊戲『偶像大師 百萬人演唱會！』主題曲 |        |        |
| 4月24日  | THE IDOLM@STER LIVE THE@TER PERFORMANCE 01 Thank You! | 765THEATER ALLSTARS                                                                  | 「Thank You! （765THEATER ver.）」 | 遊戲『偶像大師 百萬人演唱會！』主題曲 |        |        |
| 10月30日 | THE IDOLM@STER LIVE THE@TER PERFORMANCE 07            | 福田紀子（濱崎奈奈）                                                                 | 「」                               | 遊戲『偶像大師 百萬人演唱會！』角色歌 |        |        |
| 10月30日 | THE IDOLM@STER LIVE THE@TER PERFORMANCE 07            | 三浦梓（高橋智秋）、篠宮可憐（近藤唯）、高山紗代子（駒形友梨）、福田紀子（濱崎奈奈） | 「」                               | 遊戲『偶像大師 百萬人演唱會！』角色歌 |        |        |

### 其他
- 偉人Idol Project 歷sing♪

## 外部連結
- 事務所公開簡歷（日語）
- （日語）